# Football Club Sporting Benevento 2001-2002
Questa voce raccoglie le informazioni riguardanti il Football Club Sporting Benevento nelle competizioni ufficiali della stagione 2001-2002.

## Rosa
| N. |                           | Ruolo | Calciatore         |
| -- | ------------------------- | ----- | ------------------ |
|    | Italia (bandiera)         | A     | Sossio Aruta       |
|    | Italia (bandiera)         | C     | Alessandro Bruno   |
|    | Italia (bandiera)         | D     | Paolo Chiavaroli   |
|    | Italia (bandiera)         | D     | Roberto Cocca      |
|    | Italia (bandiera)         | D     | Domenico Colletto  |
|    | Argentina (bandiera)      | C     | Marcos Correa      |
|    | Italia (bandiera)         | A     | Aniello Cutolo     |
|    | Italia (bandiera)         | P     | Emiliano Dei (I)   |
|    | Italia (bandiera)         | D     | Tommasi Dei (II)   |
|    | Italia (bandiera)         | C     | Luigi De Rosa      |
|    | Costa d'Avorio (bandiera) | C     | Serge Dié          |
|    | Italia (bandiera)         | D     | Gianluca Di Giulio |
|    | Italia (bandiera)         | A     | Antonio Di Nardo   |
|    | Italia (bandiera)         | D     | Cristian Galliano  |
|    | Italia (bandiera)         | D     | Mario Grasso       |
|    | Italia (bandiera)         | C     | Massimiliano Iezzi |
|    | Italia (bandiera)         | P     | Roberto Izzo       |

| N. |                      | Ruolo | Calciatore          |
| -- | -------------------- | ----- | ------------------- |
|    | Italia (bandiera)    | D     | Nicola Lo Calzo     |
|    | Italia (bandiera)    | C     | Carlo Luisi         |
|    | Italia (bandiera)    | C     | Alessandro Manni    |
|    | Italia (bandiera)    | A     | Mattia Mastrolilli  |
|    | Italia (bandiera)    | D     | Salvatore Matrecano |
|    | Italia (bandiera)    | C     | Mirko Monetta       |
|    | Italia (bandiera)    | A     | Raffaele Palladino  |
|    | Italia (bandiera)    | A     | Onorato Pedicini    |
|    | Italia (bandiera)    | A     | Luca Pellegrini     |
|    | Italia (bandiera)    | C     | Giovanni Piemonte   |
|    | Svizzera (bandiera)  | D     | Fabio Pittilino     |
|    | Italia (bandiera)    | A     | Ivan Salzano        |
|    | Italia (bandiera)    | D     | Gaetano Santaniello |
|    | Italia (bandiera)    | C     | Vincenzo Santini    |
|    | Argentina (bandiera) | A     | Fernando Screpis    |
|    | Italia (bandiera)    | D     | Pietro Varriale     |
|    | Italia (bandiera)    | P     | Gianluca Vivan      |

## Risultati

### Campionato

#### Girone di andata
| 2 settembre 2001 1ª giornata | Catania | 2 – 1 | Sporting Benevento |  |

| 9 settembre 2001 2ª giornata | Sporting Benevento | 2 – 2 | Viterbese |  |

| 16 settembre 2001 3ª giornata | Lodigiani | 1 – 1 | Sporting Benevento |  |

| 23 settembre 2001 4ª giornata | Sporting Benevento | 0 – 3 | Pescara |  |

| 30 settembre 2001 5ª giornata | Sora | 0 – 0 | Sporting Benevento |  |

| 7 ottobre 2001 6ª giornata | Sporting Benevento | 0 – 1 | Giulianova |  |

| 14 ottobre 2001 7ª giornata | Ascoli | 4 – 0 | Sporting Benevento |  |

| 21 ottobre 2001 8ª giornata | Sporting Benevento | 1 – 1 | Nocerina |  |

| 28 ottobre 2001 9ª giornata | Torres | 2 – 1 | Sporting Benevento |  |

| 4 novembre 2001 10ª giornata | Sporting Benevento | 1 – 0 | Castel di Sangro |  |

| 11 novembre 2001 11ª giornata | Sporting Benevento | 1 – 0 | Fermana |  |

| 18 novembre 2001 12ª giornata | Avellino | 2 – 1 | Sporting Benevento |  |

| 25 novembre 2001 13ª giornata | Sporting Benevento | 1 – 1 | Taranto |  |

| 2 dicembre 2001 14ª giornata | Lanciano | 1 – 0 | Sporting Benevento |  |

| 9 dicembre 2001 15ª giornata | Sporting Benevento | 3 – 2 | Vis Pesaro |  |

| 16 dicembre 2001 16ª giornata | L'Aquila | 1 – 1 | Sporting Benevento |  |

| 22 dicembre 2001 17ª giornata | Sporting Benevento | 3 – 0 | Chieti |  |

#### Girone di ritorno
| 6 gennaio 2002 18ª giornata | Sporting Benevento | 1 – 0 | Catania |  |

| 13 gennaio 2002 19ª giornata | Viterbese | 3 – 1 | Sporting Benevento |  |

| 20 gennaio 2002 20ª giornata | Sporting Benevento | 0 – 1 | Lodigiani |  |

| 27 gennaio 2002 21ª giornata | Pescara | 3 – 0 | Sporting Benevento |  |

| 3 febbraio 2002 22ª giornata | Sporting Benevento | 3 – 0 | Sora |  |

| 10 febbraio 2002 23ª giornata | Giulianova | 0 – 0 | Sporting Benevento |  |

| 17 febbraio 2002 24ª giornata | Sporting Benevento | 0 – 0 | Ascoli |  |

| 3 marzo 2002 25ª giornata | Nocerina | 0 – 1 | Sporting Benevento |  |

| 10 marzo 2002 26ª giornata | Sporting Benevento | 1 – 0 | Torres |  |

| 17 marzo 2002 27ª giornata | Castel di Sangro | 1 – 0 | Sporting Benevento |  |

| 24 marzo 2002 28ª giornata | Fermana | 0 – 1 | Sporting Benevento |  |

| 30 marzo 2002 29ª giornata | Sporting Benevento | 1 – 1 | Avellino |  |

| 7 aprile 2002 30ª giornata | Taranto | 2 – 0 | Sporting Benevento |  |

| 14 aprile 2002 31ª giornata | Sporting Benevento | 1 – 0 | Lanciano |  |

| 21 aprile 2002 32ª giornata | Vis Pesaro | 2 – 0 | Sporting Benevento |  |

| 28 aprile 2002 33ª giornata | Sporting Benevento | 0 – 1 | L'Aquila |  |

| 5 maggio 2002 34ª giornata | Chieti | 1 – 0 | Sporting Benevento |  |